# Lucius Calpurnius Bestia (volkstribuun)
Lucius Calpurnius Bestia was tribunus plebis en de neef van de consul Lucius Calpurnius Bestia en een medestander van Catilina in zijn opstand tegen de Republiek.
Hij zou volgens het door Sallustius beschreven plan een volksvergadering beleggen op het moment dat Catilina met zijn leger bij Faesulae verscheen en Cicero verantwoordelijk stellen voor de ontstane burgeroorlog. Dit zou dan het teken zijn waarop de opstand zou beginnen.